# Athnáme

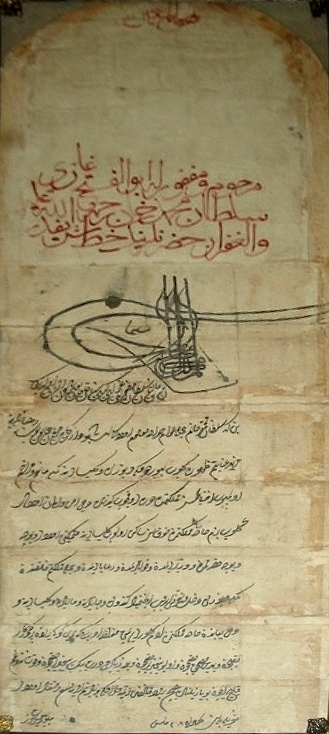
II. Mehmed szultán athnáméja 1463-ból, amelyben teljes vallásszabadságot és védelmet ígér a boszniai katolikus szerzetesek számára

Az athnáme vagy athnamé (törökül ahidnâme) Oszmán Birodalombeli okirat, amelyet a nemzetközi kapcsolatokban használtak. Egyes forrásokban hitlevélnek is fordítják. Formáját tekintve egyoldalú nyilatkozat, amelyben a szultán kötelezettséget vállal egyes államokkal vagy személyekkel szemben, illetve kiváltságokat biztosít nekik. Az athnámé kiadásához azonban kétoldalú tárgyalásokon át vezetett az út, ezért egyes történetírók nemzetközi szerződésként is szokták értelmezni.
Az athnámék vagy megadott időtartamra vonatkoztak, vagy pedig az aláíró uralkodó haláláig voltak érvényesek; az új szultán trónra lépéskor új athnámét bocsátott ki. A kora újkorban számos olyan athnámét is kiadtak a hűbéresnek tekintett országok vagy egyes nyugati hatalmak részére, ahol a szultán ígérete a másik fél magatartásának függvényében maradt érvényben.
Athnámék készültek a szultánnak alávetett keresztény területek számára (például Raguza vagy Náxosz), de ugyanígy athnáméval fejezték ki a szuverén államokkal (Habsburg Birodalom, Franciaország, Lengyelország, Velencei Köztársaság) való béke- illetve fegyverszünet, illetve kereskedelmi egyezmények kötését is.
A magyar történetírásban a szó gyakran jelenik meg az erdélyi fejedelmekkel kapcsolatban, akik uralmuk biztosítására megválasztásuk előtt vagy után a szultántól kértek és kaptak megerősítést. Egyes esetekben olyan okiratokat is athnáméként említenek, amelyeknek típusa berát-i hümáyun vagy menşur, azaz végleges szultáni megerősítő levél, mert átvették a korábbi fordító által használt megnevezést.

## Athnámék az Erdélyi Fejedelemségben
Az Erdélyi Fejedelemség számára az Oszmán Birodalom védnöksége az önálló állami lét biztosítékát jelentette a Habsburg Birodalommal szemben, így az erdélyi fejedelmek uralmuk biztosítására megválasztásuk előtt vagy után a szultántól kértek és kaptak megerősítést.
Az athnáme megléte nem jelentett automatikusan fejedelemséget: például Bocskai István halála után a végrendeletében kijelölt utódja, Homonnai Drugeth Bálint hiába rendelkezett a szultáni ígérettel, az erdélyi rendek Rákóczi Zsigmondot választották meg.
Az okmány átadása kisebb-nagyobb ünnepség keretében történt; az oklevél mellett a szultán megbízottja, a kapucsi basa fejedelmi jelvényeket és ajándékokat is adott át:  zászlót, süveget, buzogányt, tollforgót, szablyát és legalább két kaftánt.

### Okiratok listája
A külön nem jelölt adatok forrása Papp Sándor 2011.
| Típus                             | Címzett                                  | Kibocsátó    | Keltezés                   | Megjegyzés |
| --------------------------------- | ---------------------------------------- | ------------ | -------------------------- | --- |
| athnáme                           | erdélyi rendek                           | I. Szulejmán | 1540. október 16.          | János Zsigmond fejedelemsége |
| athnáme                           | Báthory István                           | II. Szelim   | 1572. augusztus–szeptember | |
| athnáme                           | Báthory István                           | III. Murád   | 1575. április 15.          | |
| athnáme                           | Báthory István                           | III. Murád   | 1575. december 23.         | |
| hükm-i hümâyûn (szultáni parancs) | Báthory Kristóf                          | III. Murád   | 1576. július               | |
| athnáme                           | Márkházy Pál                             | III. Murád   | 1581. augusztus 20.        | Nem lett fejedelem. |
| athnáme                           | Báthory András                           | III. Mehmed  | 1599. augusztus 20.        | Az athnáme különös módon szabad kezet adott a fejedelemnek a magyar királlyal való békekötésre. |
| athnáme                           | Báthory Zsigmond                         | III. Mehmed  | 1601. augusztus 11.        | A harmadszor is fejedelemmé választott Báthory Zsigmond követséget indított Prágába Rudolf császárhoz illetve a török portához. Míg azonban a császár nem volt hajlandó fogadni Kakas István követet, III. Mehmed szultán új athnámét állíttatott ki a fejedelem számára. Az okiratba belefoglalták az előző egyezmények megszegését is: „…a bécsi király seductiójával fascináltatván, éretlen felfuvalkodással, ennyi esztendők alatt vött fényes Portám javainak hálátlanság lött tölle hálája, mert illetlen dolgokkal a lineán kivül hága, melyért hosszas privatióval a széken kivül álla.” A török védnökségért cserébe Erdélynek vállalnia kellett az adók megfizetését „a régi usus szerint” (ez tizenötezer aranyat jelentett), Havasalföldnek és Moldvának nyújtandó katonai segítséget az esetleges kozák betörések ellen, illetve azt, hogy amennyiben „a moldvai és havasalföldi vajdák, ha rebellálván, Erdélybe szaladnának, a régi mód szerint megfogván, ide [Konstantinápolyba] küldjék.” |
| athnáme                           | magyar urak                              | I. Ahmed     | 1604. május 30.–június 28. | szabad fejedelemválasztás engedélyezése |
| berât-i hümâyûn                   | Bocskai István                           | I. Ahmed     | 1604. november 5–14.       | |
| athnáme                           | Bocskai István                           | I. Ahmed     | 1605. április–május 18.    | Bocskai István, aki Báthory Zsigmond idején még a németek pártján állt, és befolyásával a törökökkel való szakítást szorgalmazta, utóbb fordított politikáján, és a törökök pártfogását kereste. Miután 1605. április 17-én a szerencsi országgyűlés Magyarország és Erdély fejedelmévé választotta, athnámét kapott I. Ahmend szultántól. Az okmány utal keletkezésének körülményeire: „főkövetid által küldött leveledből – mi állapotban legyen felséged – megértettük, és abból hatalmasságunkhoz való hűségedet bőséges magyarázattal megtudtuk” illetve „becsületes követiddel, Kollát István és Kékedi Györgygyel szemtől-szembe beszélvén: töllek minden állapotodat és kivánságidat bőségesen megértettük.” Az athnámé kiterjed Bocskai utódaira is, utána pedig az erdélyi rendek által megválasztott személyre, amennyiben az hűséges marad a török szultánhoz. |
| berât-i hümâyûn                   | Homonnai Drugeth Bálint Rákóczi Zsigmond | I. Ahmed     | 1607. január 20–29         | Bocskai István végrendeletében Homonnai Drugeth Bálintot jelölte ki utódjául. Rákóczi Zsigmond megválasztásakor már úton volt Erdély felé a Homonnai nevére kiállított athnáme, de útközben átírták Rákóczi nevére. A kortársak megvesztegetést gyanítottak; a porta részéről az eljárásnak nem lett következménye. |
| athnáme                           | Báthory Gábor                            | I. Ahmed     | 1608. szeptember 2–11.     | A szemtanú Michael Weiss feljegyezte, hogy a fejedelem „nem annyira nagy pompával és csekély ajándékkal” tért vissza az ünnepségről. A kevésbé díszes külsőségek ellenére az okirat Bethlen Gábor által kieszközölt tartalma kedvező volt: az ország adóját három évre elengedték. A szokásos feltételek mellett azonban az athnámé azt is kikötötte, hogy a továbbiakban az erdélyi fejedelmek a török szultán engedélye nélkül nem házasodhatnak meg. |
| athnáme                           | Bethlen Gábor                            | I. Ahmed     | 1614. július 1.            | Bethlen Gábor már fejedelemmé választása előtt lépéseket tett az athnáméban megnyilvánuló török támogatás megszerzésére: sorra látogatta a hódoltsági török pasákat, és Drinápolyba utazott, ahol kihallgatást nyert a szultánnál. 1613. május 1-jén Bethlen megkapta az athnámét, és török hadvezérek kíséretében utazott vissza Erdélybe, ahol fejedelemmé választották. Az okirat a jövőre nézve (is) megerősítette az erdélyi rendek fejedelemválasztási jogát, feltéve, hogy a megválasztott „fejedelem maga és az erdélyi úri főrendek és egyéb három nemzetből álló lakósok a hűségben, engedelmességben állhatatosak és hozzánk való kötelességekben s dependentiájokban kemények és erősek lésznek.” Ugyanakkor a porta megkövetelte a korábban török fennhatóság alatt álló Lippa és Borosjenő várának visszaadását. |
| athnáme                           | Brandenburgi Katalin                     | IV. Murád    | 1627. április 6–16.        | Bethlen Gábor özvegye és utódja a fejedelmi trónon az athnámét még férje életében megkapta, de fejedelmi jelvények nélkül; ezeket beiktatására ígérték. |
| athnáme                           | I. Rákóczi György                        | IV. Murád    | 1631. április 3–12.        | |
| berât-i hümâyûn                   | II. Rákóczi György                       | Ibrahim      | 1642                       | |
| athnáme                           | II. Rákóczi György                       | Ibrahim      | 1649. június 12–21.        | |
| berât-i hümâyûn                   | I. Rákóczi Ferenc                        | IV. Mehmed   | 1652. december 2–13.       | |
| berât-i hümâyûn                   | I. Apafi Mihály                          | IV. Mehmed   | 1684. november 19–28.      | |
| athnáme                           | Thököly Imre                             | IV. Mehmed   | 1690. június 8–17.         | |
| athnáme                           | II. Rákóczi Ferenc                       | II. Ahmed    | 1716. március 15–24.       | soha nem küldték el |
| athnáme                           | Rákóczi József                           | I. Mahmud    | 1737. december 13.         | |